# Ao, le dernier Néandertal
Ao, le dernier Néandertal är en historisk äventyrsfilm från 2010 i regi av Jacques Malaterre. Filmen är löst baserad på Marc Klapczynskis roman Ao, l'homme ancien. I huvudrollerna ses Simon Paul Sutton och Aruna Shields.

## Rollista i urval
- Simon Paul Sutton - Ao
- Aruna Shields - Aki
- Craig Morris - Boorh / Itkio
- Vesela Kazakova - Unak
- Sara Malaterre - Wana
- Helmi Dridi - Aguk
- Ilian Ivanov - Ao, som barn
- Yavor Vesselinov - Aka